# Kfar Darom
Kfar Darom, en hébreu : כְּפַר דָּרוֹם, est une ancienne colonie israélienne de la bande de Gaza.
En 1946, un kibboutz est établi sur une surface d'environ 25 hectares de terres achetées seize ans plus tôt par Tuvia Miller pour cultiver un verger. Une des motivations est d'assurer une continuité territoriale entre la plaine côtière et le Néguev pour justifier le rattachement de ce dernier au futur État juif.
Le kibboutz se retrouve cependant dans la partie dévolue à un État arabe selon le Plan de partage de la Palestine et est la cible de nombreuses attaques durant la Guerre israélo-arabe de 1948. Sa population est évacuée et il est protégé par un contingent d'une trentaine de combattants du Palmah. Il est finalement évacué le 8 juillet 1948 à la suite d'un siège de plusieurs mois par l'armée égyptienne.
Après la Guerre des Six Jours, un avant-poste de Nahal est construit sur le site, dans ce qui est devenu les Territoires palestiniens occupés. Un avant-poste militaire est établie en 1970 et en 1989, sous le gouvernement d'union nationale de Shimon Peres et d'Yitzhak Shamir, il passe sous contrôle civil.
En août 2005, la colonie a été évacuée conformément au plan de désengagement de la bande de Gaza d'Ariel Sharon,, mais ce retrait a été marqué par des incidents graves dans la synagogue, largement relayés par les médiaux internationaux. Les habitants ont dans un premier temps été évacués à Ashkelon, puis dans une nouvelle colonie à proximité de Netivot.